# Marosszentgyörgy
Marosszentgyörgy (románul Sângeorgiu de Mureș, németül Sankt Georgen) falu Romániában, Maros megyében, Marosszentgyörgy község központja. Tófalva és Csejd tartozik hozzá.

## Fekvése
A falu a Maros bal partján, Marosvásárhelytől északkeletre, annak közvetlen szomszédságában fekszik. A község a Marosvásárhely Metropoliszövezethez tartozik.

## Története
A falu környéke már az őskorban lakott volt. Először 1332-ben említik Sancto Georgio alakban. Nevét temploma védőszentjéről, sárkányölő Szent György lovagról kapta.
Római katolikus temploma a 13. század második felében épült. A 16. században lakossága református hitre tért. 1661-ben a falut Ali pasa serege dúlta fel. 1675-ben az itteni kastély kertjében végeztette ki I. Apafi Mihály fejedelem Tóth Mihályt, mivel a kért 100 katona kiállítását megtagadta. 1720 körül Petki Dávid visszafoglalta a templomot a reformátusoktól. A trianoni békeszerződésig Maros-Torda vármegye Marosi felső járásához tartozott.

## Lakossága
1910-ben 1952 lakosa volt, melyből 891 magyar és 812 román.
1992-ben 7120 lakosa volt, melyből 4394 magyar, 2295 román, 426 cigány.
2002-ben 7899 lakosa volt, melyből 4596 magyar, 2712 román, 444 cigány.

## Neves személyek
- Itt született 1853-ban Bornemisza Pál néprajzkutató, Afrika-kutató, a kászoni Bornemisza család sarja.

## Látnivalók
- A marosszentgyörgyi római katolikus templom 13. századi eredetű. 1731-ben a beomlott tetejű templomot kijavították, kazettás mennyezete 1750-ből való, tornya 1823-ban készült.
- A faluban református (1938), ortodox (19. század), görögkatolikus és unitárius (1997) templom is áll.
- A Máriaffi-kastély az országút mellett kis magaslaton áll, késő reneszánsz stílusú, emeletét 1870-ben építették. Mivel a közelmúltban gazdasági épületként használták, állapota nagyon leromlott. Teljes felújítása 2018-ban kezdődött el és 2024-ben adták át.[3]
- Határában sós-jódos ásványvíz tör fel, amelyre kis fürdőtelep épült.

## Külső hivatkozás
- A fürdő honlapja (csak román nyelven)
- Marosszentgyörgy  katolikus temploma